# ده رضا (عنبرآباد)
ده رضا، روستایی در دهستان علی‌آباد بخش مرکزی شهرستان عنبرآباد در استان کرمان ایران است.

## جمعیت
بر پایه سرشماری عمومی نفوس و مسکن در سال ۱۳۹۵، جمعیت این روستا برابر با ۱٬۱۳۷ نفر (۳۱۴ خانوار) بوده است.